# Moritz von Franck

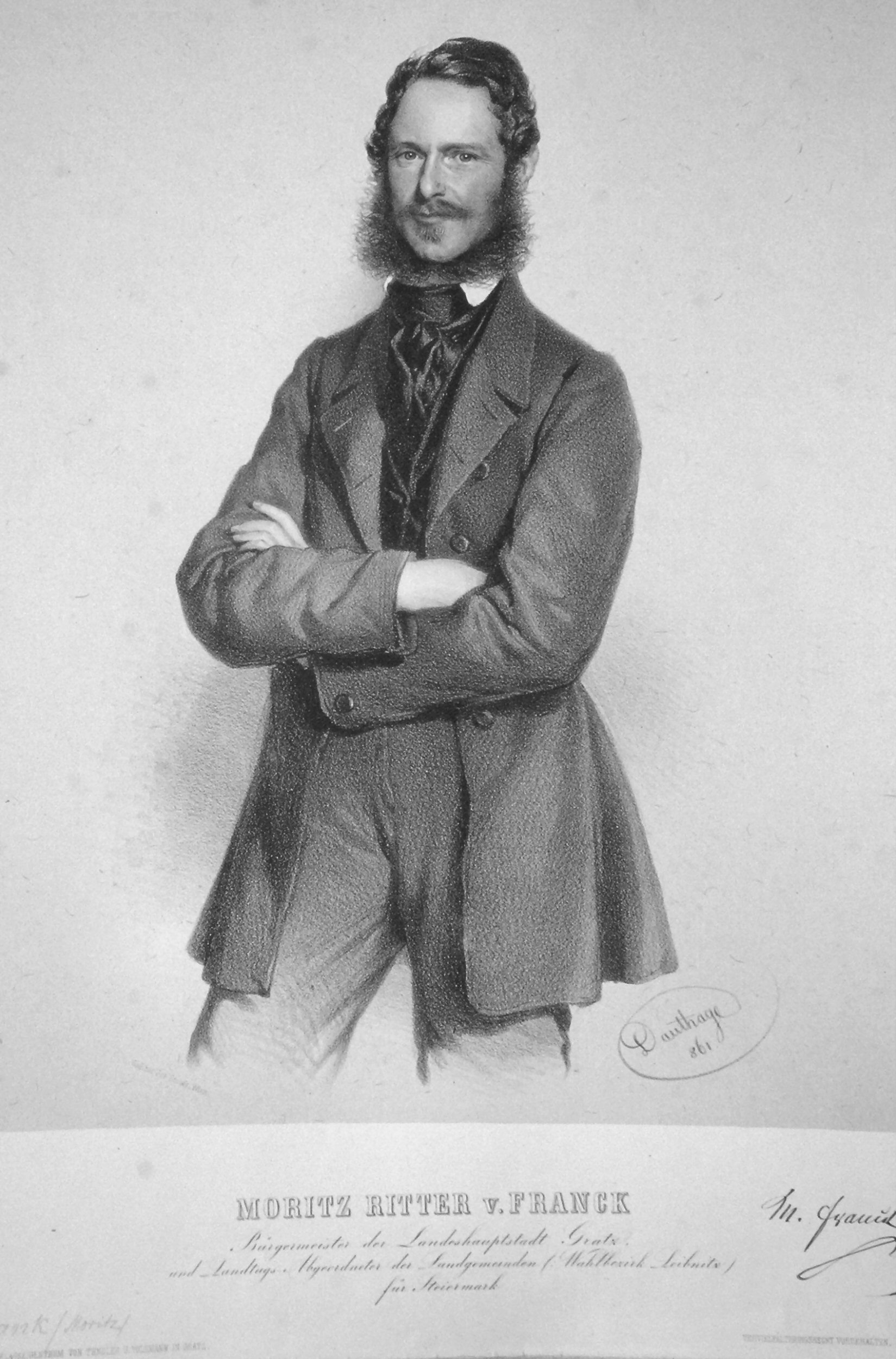
Moritz Ritter von Franck (Lithographie von Adolf Dauthage, 1861)

Moritz Ritter von Franck (* 26. September 1814 in Wien; † 7. September 1895 in Graz in der Steiermark) war ein österreichischer Gutsbesitzer und Politiker. Er war 1843 bis 1848 Abgeordneter des Steirischen Landtages, 1848 Mitglied der Frankfurter Nationalversammlung sowie von 1861 bis 1871 erneut steirischer Landtagsabgeordneter. Parallel war er von 1861 bis 1864 und von 1867 bis 1870 Bürgermeister der Stadt Graz. Sein Cousin von Gustav von Franck (* 1807 in Wien; † 1860 in London) war ein berühmter zeitgenössischer Schriftsteller, Maler und Herausgeber, der sich 1848 am Wiener Oktoberaufstand beteiligte und deswegen nach England fliehen musste.

## Biographie

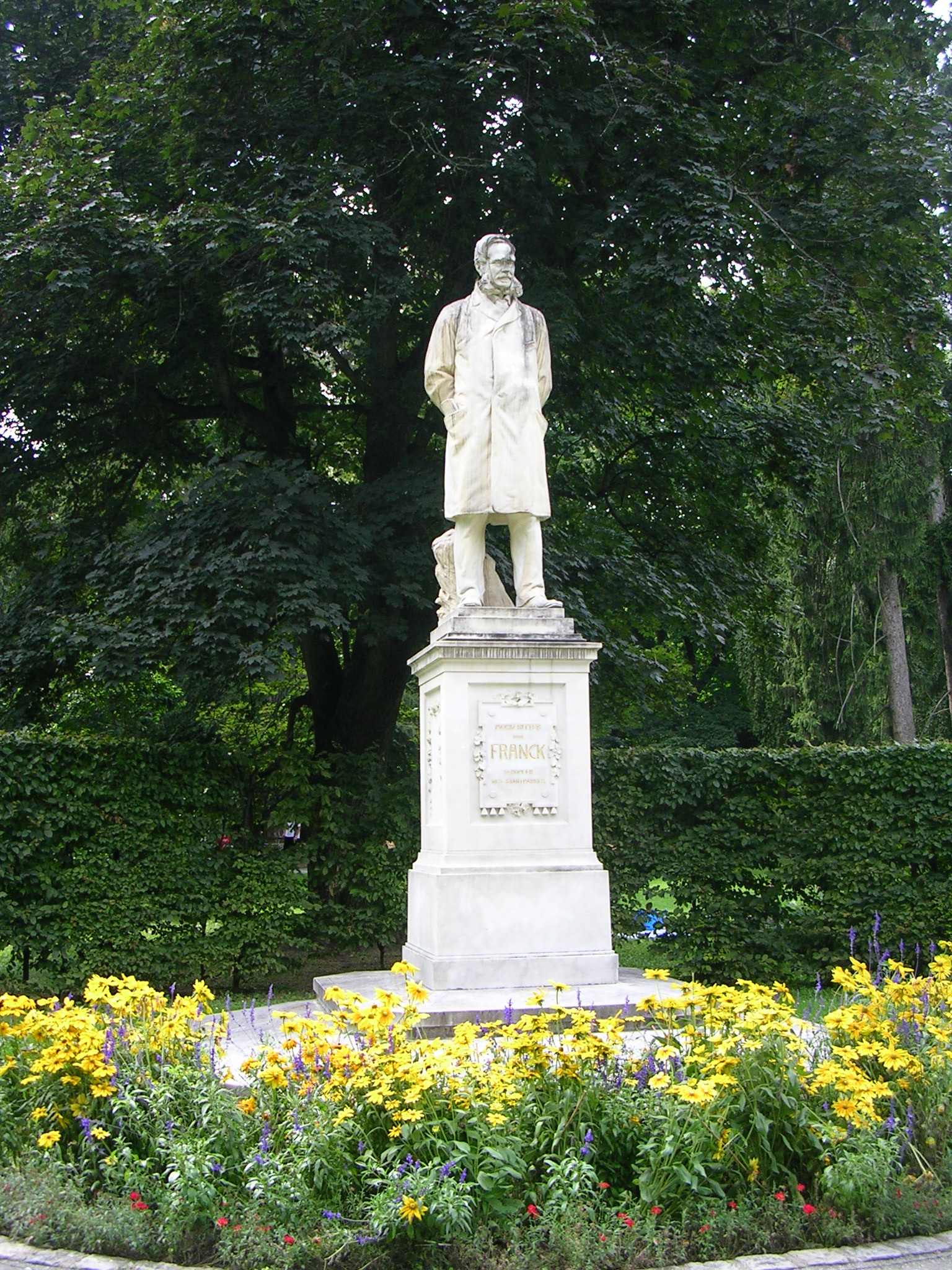
Denkmal im Grazer Stadtpark

Franck war Sohn des Gutsbesitzers Josef Johann Ritter von Franck. Bis 1830 absolvierte er die Philosophischen Jahrgänge (vorbereitende Kurse) an der Universität Wien, trat dann aber anlässlich der in Italien ausgebrochenen Unruhen in die kaiserlich-königliche Armee ein, die er bereits 1836 als Oberleutnant i.d. Reserve verließ. Für einige Jahre war er Landwirt in Niederösterreich, dann erwarb er 1840 die Herrschaft Finkenegg bei Wildon in der Steiermark. Von 1841 bis zu seinem Todesjahr 1895 leitete er als Direktor, später auch als stellvertretender Direktor, die Steiermärkische Sparkasse in Graz.
Als Ritter und Gutsbesitzer bewarb er sich 1843 um die Aufnahme unter die Stände des Herzogtums Steiermark und damit auch in den Landtag, diesem Antrag wurde stattgegeben. 1846 wurde er zum Ausschussrat des steiermärkischen Ritterstandes gewählt und erlangte damit Zugang zum permanenten tagenden Kleinen Landtag, welcher in jenen Zeiten, in denen der Große Landtag nicht versammelt war, verhandelte und beschloss. Im Zuge der Revolution von 1848/1849 veranlasste Franck durch Antrag am 18. März 1848 die Umgestaltung des alten ständischen Gremiums zu einer Versammlung, in welcher auch Bürger und Bauern ausreichend vertreten waren. Diesem provisorischen Landtag gehörte Franck selbst jedoch nicht an, da er vom 18. Mai bis zum 7. September 1848 als Repräsentant des sechsten Wahlkreises „Steiermark (Wildon)“ Abgeordneter der Frankfurter Nationalversammlung geworden war. Nachdem die neoabsolutistischen Bestrebungen des jungen Franz Joseph I. mit dem Silvesterpatent dieses kurze Aufflackern bürgerlicher Politik zurückgedrängt hatten, musste Franck seine politische Betätigung weitgehend einstellen. Er nahm sie jedoch mit Erlass des liberaleren Oktoberdiploms 1860 bzw. des Februarpatents 1861 sofort wieder auf. Bis 1869 repräsentierte er die Landgemeindebezirke von Leibnitz, dann ab 1870 die Grazer Vorstädte im Steirischen Landtag. 1871 zog er sich ins Privatleben zurück.
Die liberaleren Verfassungen führten auch zu einer Wiederbelebung der Kommunalpolitik. Anfang 1861 fanden Neuwahlen des Gemeinderates statt, Moritz von Franck wurde zum Bürgermeister gewählt und am 17. April vereidigt. Als deutliches Zeichen seiner liberalen Gesinnung bestand er darauf, den Eid nicht nur auf den Kaiser, sondern auch auf die Verfassung und die Staatsgrundsätze abzulegen. Nach erfolgte Neuorganisation der Stadtverwaltung bemaß Franck sozialen Fragen große Bedeutung zu, eine Armenkommission und ein Armenbüro wurden eingerichtet und ein städtisches Krankenhaus gegründet. Parallel kam es zu einem starken Ausbau der städtischen Infrastruktur, etwa der Gasbeleuchtung. Franck war als Bürgermeister unumstritten. Dennoch kündigte er nach Ablauf der regulär auf drei Jahre begrenzten Amtsperiode im März 1864 an, sich in der kommenden Periode nicht an der Stadtpolitik beteiligen zu wollen. Neuer Bürgermeister wurde Albin Alber.
Im Herbst 1867 waren aufgrund einer neuen Gemeindeordnung Neuwahlen nötig geworden, im Zuge derer Moritz von Franck erneut zum Bürgermeister gewählt wurde. Neben der Armenversorgung waren wiederum große Infrastrukturprojekte Ziel der Gemeindepolitik, darunter der Wasserleitungsbau und der städtische Anteil an der Steirischen Ostbahn. Mittels einer neuen Bauordnung konnten bedeutende Grundzerstückungen durchgeführt werden. Diese ermöglichten u. a. die Anlage der heutigen Keplerstraße und die Erschließung von Baugrund für die in den kommenden Jahrzehnten entstehenden gründerzeitlichen Villenviertel. Infolge des Wachstums der Stadt wurden die bis dahin chaotische Straßenbenennung und Häusernummerierung vereinheitlicht. Bis heute bedeutend ist die Einrichtung des Grazer Stadtparkes. Das Areal des ehemaligen Glacis befand sich in militärischen Eigentum, konnte von der Armee aufgrund seiner Lage mitten in der Stadt jedoch nicht sinnvoll genutzt werden. Durch Initiative des von Franck angeregten Grazer Verschönerungsvereines kam man 1869 überein, der Stadt das Areal im Tausch gegen Flächen in Wetzelsdorf und Zahlung von 20.000 Gulden zu überlassen. Eine weitere Errungenschaft während Fracks zweiter Amtszeit war die Einrichtung einer Städtischen Sparkasse im Erdgeschoß des Rathauses, deren Kundschaft dank günstiger Zinssätze nicht auf die Stadt beschränkt blieb.
Francks Bürgermeisterschaft endete im März 1870, sein Nachfolger wurde Moritz Ritter von Schreiner. Er verblieb noch für ein Jahr im Gemeinderat, zog sich dann aber aus der Politik zurück. Schon 1864 war er zum Ehrenbürger der Stadt ernannt worden. Nach seinem Tod 1895 beauftragte man Edmund von Hellmer mit der Errichtung einer Statue im Stadtpark, welche 1900 fertiggestellt wurde. Ebenfalls im Stadtpark befindet sich die zu seinen Ehren gepflanzte Franck-Eiche. Sein Grab befindet sich auf dem St.-Leonhard-Friedhof in Graz.

## Belege
- Constantin von Wurzbach: Franck, Moriz von. In: Biographisches Lexikon des Kaiserthums Oesterreich. 4. Theil. Verlag der typogr.-literar.-artist. Anstalt (L. C. Zamarski, C. Dittmarsch & Comp.), Wien 1858, S. 314 f. (Digitalisat).
- Franz Ilwof: Franck, Moritz von. In: Allgemeine Deutsche Biographie (ADB). Band 48, Duncker & Humblot, Leipzig 1904, S. 677–680.
- Österreichisches Biographisches Lexikon 1815–1950. Graz: Böhlaus 1954.
- Heinrich Best, Wilhelm Weege: Biographisches Handbuch der Abgeordneten der Frankfurter Nationalversammlung 1848/49. Droste, Düsseldorf 1998, ISBN 3-7700-0919-3, S. 143.
- Armin Sippel: Der Grazer Gemeinderat und seine Bürgermeister von 1850 bis 1919. Graz 2010, S. 32–40; 45–52; 131 f. (uni-graz.at – Diplomarbeit am Institut für Geschichte der Karl-Franzens Universität Graz).
- Moritz von Franck in: Literatur- und kulturgeschichtliches Handbuch der Steiermark im 19. Jahrhundert online (Forschungsprojekt des Landes Steiermark und der Universität Graz).
- Herrmann Niebour: Die Abgeordneten Steiermarks der Frankfurter Nationalversammlung in: Zeitschrift des Historischen Vereines für Steiermark Jahrgang 10 (1912), S. 252, Digitalisat.

| Vorgänger          | Amt                                                    | Nachfolger                  |
| ------------------ | ------------------------------------------------------ | --------------------------- |
| Johann Nepomuk Ulm | Bürgermeister von Graz 17. April 1861 – 22. Mai 1864   | Albin Alber                 |
| Albin Alber        | Bürgermeister von Graz 19. November 1867 – 1. Mai 1870 | Moritz Ritter von Schreiner |

| Personendaten    | Personendaten |
| ---------------- | --- |
| NAME             | Franck, Moritz von |
| ALTERNATIVNAMEN  | Franck, Moritz Ritter von |
| KURZBESCHREIBUNG | österreichischer Politiker, Mitglied der Frankfurter Nationalversammlung, steirischer Landtagsabgeordneter, Bürgermeister von Graz |
| GEBURTSDATUM     | 26. September 1814 |
| GEBURTSORT       | Wien |
| STERBEDATUM      | 7. September 1895 |
| STERBEORT        | Graz, Steiermark |